# V – The Devil’s Fire
V: The Devil’s Fire — пятый студийный альбом финской блэк-метал-группы Baptism, выпущенный 22 июля 2016 года на лейбле Season of Mist.
Основатель группы Lord Sargofagian назвал альбом лучшим в своей карьере.

## Продвижение
В мае 2016 года вышел первый сингл «The Sacrament of Blood and Ash», записанный совместно с финским музыкантом Микко Котамяки из группы Swallow the Sun. На песню было снято лирик-видео, автором которого стал румынский художник Костин Чиореану, известный по работе с Mayhem и Vulture Industries. 16 июня того же года вышел второй сингл «Devil’s Fire».
28 июня немецкий интернет-журнал metal.de совместно с лейблом Season of Mist представил премьеру третьего сингла «Buried with Him».

## Список композиций
| №                   | Название                         | Длительность |
| ------------------- | -------------------------------- | ------------ |
| 1.                  | «Natus Ex Ignis»                 | 1:30         |
| 2.                  | «Satananda»                      | 6:55         |
| 3.                  | «The Sacrament of Blood and Ash» | 6:23         |
| 4.                  | «Devil’s Fire»                   | 5:50         |
| 5.                  | «Abyss»                          | 5:58         |
| 6.                  | «Cold Eternity»                  | 6:23         |
| 7.                  | «Malignant Shadows»              | 5:48         |
| 8.                  | «Buried with Him»                | 7:05         |
| Общая длительность: | Общая длительность:              | 45:54        |

## Участники записи
- Lord Sargofagian — вокал, гитара
- Syphon — бас-гитара
- LRH — ударные
- TG — соло-гитара
- sg.7 — синтезатор